# Eva March Roig
Eva March Roig   (Tarragona, 1969) és Doctora en Història de l'Art per la Universitat de Barcelona, és professora agregada de la Facultat d'Humanitats de la Universitat Pompeu Fabra, de la qual és cap d'estudis. Va ser membre de la comissió científica organitzadora dels actes commemoratius del Centenari de la Junta de Museus de Catalunya (2008) i coordinadora científica dels seminaris internacionals Narratives biogràfiques en la Història de l'Art (2011) i Identitat, poder i representació: els nacionalismes en l'art (2014). Ha format part de diversos grups d'investigació, el darrer dels quals Cartografías analíticas, críticas y selectivas del entorno visual y monumental del área mediterránea en la edad moderna. És coordinadora de planificació de la revista Acta/Artis. Estudis d'Art Modern.
La seva activitat com a investigadora se centra en els museus i el col·leccionisme català del primer terç del segle xx, qüestions entorn de les quals ha publicat diversos llibres i articles en obres col·lectives. Actualment, i en un marc geogràfic més ampli, desenvolupa les noves metodologies d'anàlisi de l'art dels segles xvi i xvii. Prepara l'edició crítica en castellà del Schilder-boeck (1604) de Karel van Mander, i ha publicat «Karel van Mander y el Libro de la Pintura», a Vidas de artistas y otras narrativas biográficas (editat amb C. Narváez, Publicacions i Edicions de la Universitat de Barcelona, 2012).